# Sint-Rochuskapel (Merksplas)
De Sint-Rochuskapel is een kapel in de Antwerpse gemeente Merksplas, gelegen aan de J. Mertensstraat.
De geschiedenis van de kapel gaat terug tot 1680, toen de parochie de beschikking kreeg over een relikwie van Sint-Rochus. Merksplas werd aldus een bedevaartplaats tegen de pest.
De huidige kapel dateert van 1955-1956. Deze is ontworpen door Karel Horsten en gebouwd met afbraakmateriaal van het oude gemeentehuis.
De betreedbare kapel heeft een afdak boven de ingang en een dakruiter op het zadeldak.